# Maciej Małkowski
Pour les articles homonymes, voir Malkowski.
Maciej Małkowski, né le 19 mars 1985 à Jastrzębie-Zdrój, est un footballeur polonais évoluant en milieu de terrain au Sandecja Nowy Sącz.

## Carrière

### En club
- 2004-2008 :  MKS GKS Jastrzębie
- 2008-2009 :  Odra Wodzisław Śląski
- 2009-2011 :  GKS Bełchatów
- 2011-2013 :  Zagłębie Lubin
- 2013-nov. 2014 :  Górnik Zabrze
- depuis jan. 2015 :  GKS Bełchatów

### En sélection
Depuis 2008 et un match face à la Serbie, Małkowski est international polonais. Il compte 2 sélections.